# クイーンズランド州の地域

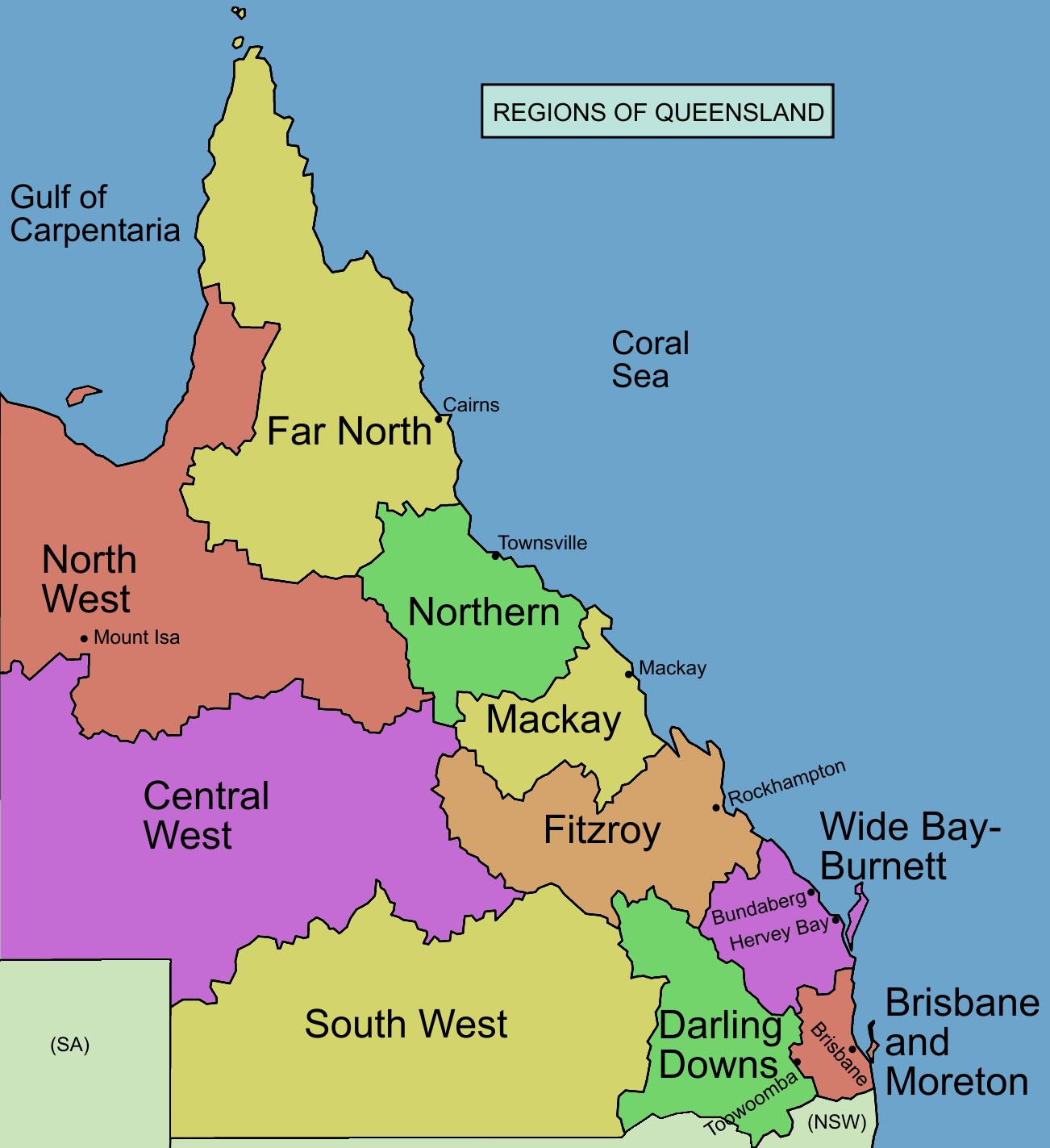
クイーンズランドの地域

本項では、クイーンズランドの地域について解説する。クイーンズランド州は統計上・行政上の目的から地域 (region) に区分されている。

## 概要
州内の地域区分とその範囲は州政府の各機関ごとに多少のばらつきがある。オーストラリア統計局の地域区分では11の地域に区分されており、南端、ニューサウスウェールズ州との州境から順に、
- ブリスベン (Brisbane)
- モートン (Moreton)
- ダーリング・ダウンズ (Darling Downs)
- 南西地域 (South West)
- 中西部 (Central West)
- ワイドベイ・バーネット (Wide Bay-Burnett)
- フィッツロイ (Fitzroy)
- マッカイ (Mackay)
- 北部地域 (Northern)
- 北西部地域 (North West)
- ファー・ノース地域 (Far North)

これらの地域はある程度流動的で、例えば日常的にはブリスベンとモートンを合わせてサウス・イースト・クイーンズランドとしたり、マッケイとフィッツロイを合わせて中央クイーンズランドとすることもあれば、目的に応じて上記の地域の中で更に細分化された地域を設けることもある。

## 各地域の特徴

### サウス・イースト・クイーンズランド
サウス・イースト・クイーンズランドはブリスベンとモートン地域から構成されているが、日常的にはひとつの地域として認知されている。人口は2,847,029人（2009年）で、州の人口の66.3%を占めている。州都ブリスベンの他、ゴールドコースト、サンシャイン・コースト、イプスウィッチ、ロッキヤー・ヴァレーを含む。サウス・イースト・クイーンズランドは州内の行政と商業の中心地であり、観光拠点でもある。

#### ブリスベン

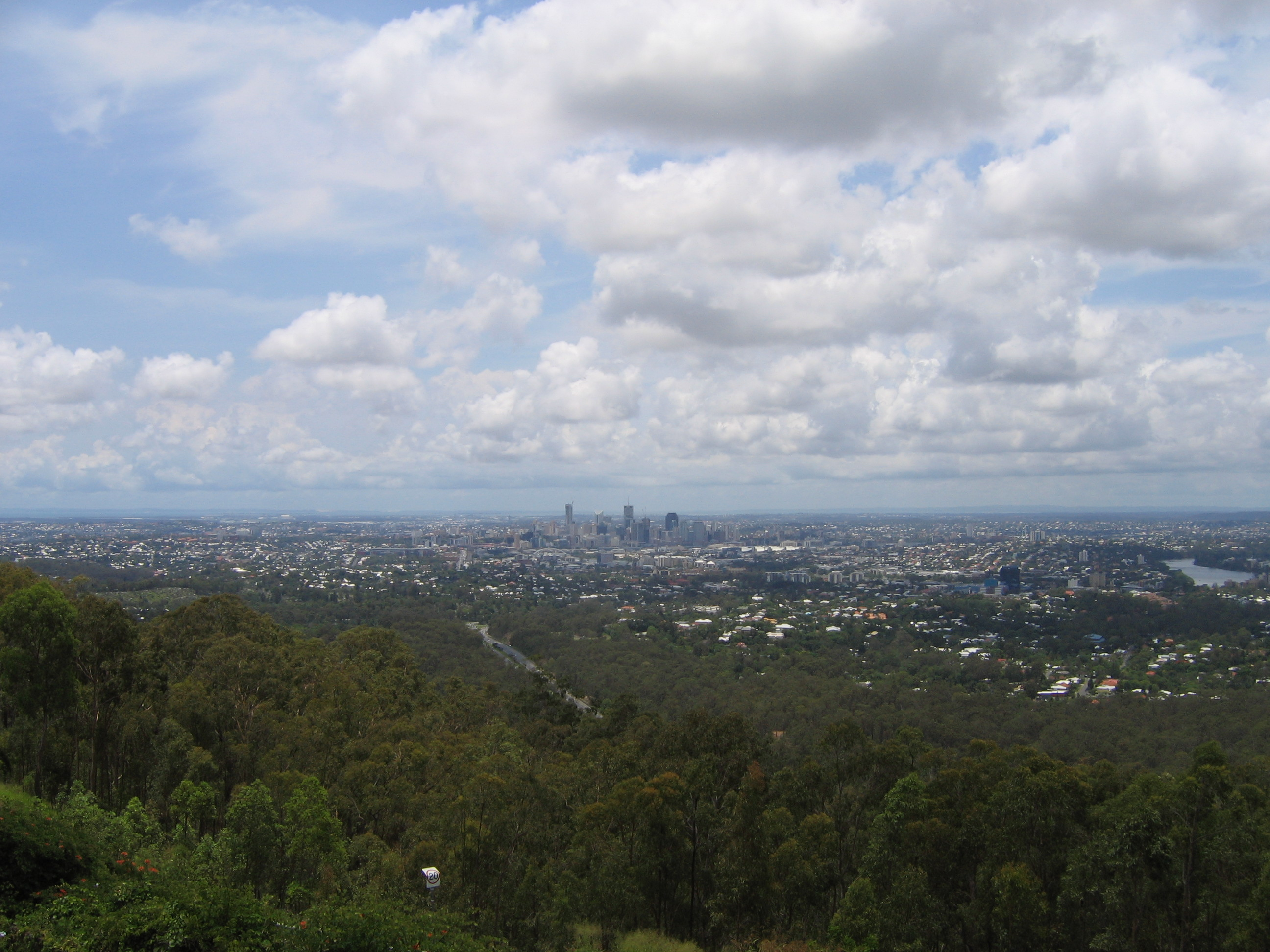
ブリスベンはクイーンズランド州の州都で、同時に州内最大の都市である

ブリスベン地域はブリスベン市、ローガン市 (Logan City) 、レッドランド市 (Redland City) 、モートンベイ地域 (Moreton Bay Region) 、イプスウィッチ市 (Ipswich City) の5つの地域自治体 (LGA) から成るブリスベン大都市圏を形成しており、都市圏総人口は2008年の段階で1,945,639人であり、これは州の総人口の45%に相当する。行政と商業の中心地であり、地域内には国内および国際線の空港を有している。

#### モートン
モートン地域は統計上の目的にもっぱら用いられ、それ以外ではあまり一般的ではない。通常はサウス・イースト・クイーンズランドのうち上記のブリスベン大都市圏に含まれない部分と認知されており、サンシャイン・コースト地域 (Sunshine Coast Region) 、ゴールドコースト市 (Goldcoast City) 、ロッキヤー・ヴァレー地域 (Lockyer Valley Region) 、シーニック・リム地域 (Scenic Rim Region) 、サマセット地域 (Somerset Region) といった地域自治体 (LGA) を含む。
ブリスベンの南に位置するゴールドコーストと、ブリスベンから北に位置するサンシャイン・コーストは州内屈指の観光地であり、多くのホテルやリゾート施設が立ち並んでいる。ロッキヤー・ヴァレーやシーニック・リムといったそれ以外の地域は内陸の郊外地域である。
地域の人口は901,390人で、州人口の約21%を占める。

### ダーリング・ダウンズ
ダーリング・ダウンズ地域はブリスベンの西約160kmに位置し、グレードディヴァイディング山脈以西の肥沃な農業地帯と、南はニューサウスウェールズ州との州境まで続く一帯である。中心都市はトゥウンバ (Toowoomba) 、総面積は90,246km2。含まれる地域自治体はトゥウンバ地域 (Toowoomba Region) 、グーディウィンディ地域 (Goodiwindi Region) 、サザン・ダウンズ地域 (Southern Downs Region) 、ウェスタン・ダウンズ地域 (Western Downs Region) 。人口は231,599人（2008年）。

### 南西部地域
南西部地域はニューサウスウェールズ州および南オーストラリア州と州境を接する人口密度の低い地域である。放牧や綿花の栽培、天然ガスやオパールなどの天然資源の採掘が主として営まれている。人口は26,150人、面積は31,9883km2。

### 中西部地域
南西部地域は南オーストラリア州およびノーザンテリトリーと州境を接する地域である。面積は374,743km2と広大であるが、人口は12,256人（2008年）と希薄である。

### ワイドベイ・バーネット地域
ワイドベイ・バーネット地域はダーリング・ダウンズ地域の北東、サンシャインコーストの北に位置し、52377km2の面積を有する地域である。サトウキビの栽培と加工に加え、世界最大の砂島として世界遺産に登録されているフレーザー島がこの地域の主要な観光資源である。人口は276,752人（2008年）。

### 中央クイーンズランド地域

#### フィッツロイ
フィッツロイ地域はロックハンプトンやグラッドストーンといった都市を中心とした地域であり、沿岸部のアグネス・ウォーターや1770といった行楽地と、内陸の人口希薄な地帯を含む。地域内の経済活動は石炭の採掘と家畜の放牧に大きく依存している。また、大規模なアルミニウムの精錬場がグラッドストーンに存在している。人口は187,916人、面積は122,971.5km2。

### マッカイ
マッカイ地域は沿岸部の都市マッカイを中心として内陸に約300km広がる地域である。プロサーパイン (Proserpine) 、ボーウェン、サリーナといった沿岸の町やウィットサンデー諸島から構成され、海沿いにはサトウキビ畑が広がり、内陸部には鉱山の町が散在している。

### 北部地域
北部地域はタウンズヴィルを中心とした沿岸の一帯である。タウンズヴィルは内陸部のマウントアイザから運ばれた鉱産資源と、周辺地域からの畜産物の主要な輸出港であり、またこの地域の北にあるルシンダの港は輸出用砂糖の集積地である。内陸部にはチャーターズ・タワーズ、沿岸にはエア、ホーム・ヒル、インガムといった町が存在する。

### 北西部地域
一般にはガルフ・カントリー (Gulf Country) として知られる北西部地域はカーペンタリア湾沿いの地域であり、地域内のほとんどは乾燥地域かサバンナである。最大の都市はマウントアイザで、約25,000人の人口を有する。
地域全体の人口は35,779人（州の総人口の1%以下）で、そのうち28.1%はアボリジニである。地域の経済はマウントアイザで採掘される亜鉛、銅、銀、鉛に大きく依存しており、次いで家畜の放牧が重要な位置を占めている。地域の総面積は308,098km2である。

### ファー・ノース地域
ファー・ノース地域はケアンズを中心とした州最北の地域で、世界遺産のグレート・バリア・リーフ（世界最大のサンゴ礁地帯）やクイーンズランドの湿潤熱帯地域（古代の熱帯雨林が残る）を含んでいる。
地域全体の人口は231,494人で、約半数の117,531人がケアンズ在住と推定されている（2008年）。また多くのアボリジニ・コミュニティーが残っており、州におけるアボリジニの25.6%がこの地域で生活している。